# Суцільні неприємності
Суцільні неприємності (італ. Non c'è due senza quattro, досл. Не буває двох без чотирьох) — це італійський комедійний бойовик 1984 року, знятий режисером Енцо Барбоні (відомим під псевдонімом Е. Б. Клучер) за участю відомого дуету Теренса Гілла і Бада Спенсера. Фільм був знятий у місті Ріо-де-Жанейро, Бразилія. 

## Сюжет
Каскадер, пілот та шахрай Еліот Венс і саксофоніст Ґреґ Вандер, які перебувають під умовним терміном покарання, наймаються спеціальним агентством імперсонаторів, що займається пошуком двійників для VIP-персон. Збіг обставин призводить до того, що вони дуже схожі на португальсько-бразильських мільярдерів, кузенів Бастіано й Антоніо Коімбра де ла Коронілья й Азеведо. Їхнє життя знаходиться під загрозою через зрадників з їхнього найближчого кола та конкурентів, і на сім днів їх потрібно підмінити. За це кузени пропонують мільйон доларів, а за викриття та ліквідацію недобросовісної конкуренції — ще півмільйона.
Еліот та Ґреґ через свою наївність і простоту майже відразу викликають підозри серед слуг вілли Коімбра, але ніхто не наважується їх викрити через ідеальну схожість з кузенами. Перше завдання для новоспечених мільярдерів — зустріч з бізнесменами щодо певних контрактів, але замість цього вони вирушають до нічного клубу на березі Ріо-де-Жанейро. Там вони провокують бійку з найнебезпечнішим головорізом міста — Танго та його бандою. Їхня шалена перемога, особливо факт того, що Бастіано та Антоніо є переконаними пацифістами, привертає увагу преси. Журналісти проводять з ними інтерв'ю та просять розповісти про події. Цей інцидент викликає обурення у кузенів, але вони нічого не можуть вдіяти.
Тим часом Ґреґ виводить на чисту воду першого шпигуна — персонального психолога містера Ейзенбурга, який намагався ввести його у гіпноз, щоб дізнатися комерційну таємницю. Ейзенбург зізнається у причетності головоріза Танго та особистого секретаря кузенів до замахів.
Неординарний підхід Еліота та Ґреґа до розв'язання проблеми зрадників змушує кузенів повернутися додому раніше, щоб скликати конференцію та пояснити ситуацію. Саме тоді, коли вони виписували героям чеки, на гелікоптері прибуває група найманців, яка планувала захопити мільярдерів у полон. Після чергової шаленої бійки всі четверо дізнаються, що головним організатором замахів була донна Олімпія Чавез, подруга Бастіано, з якою Венс почав стосунки. Вона звинувачувала Антоніо у банкрутстві її батька, але насправді її батько спеціально спустошив власні сейфи та втік до Парижа, де й досі живе на широку ногу.
За виконану роботу Бастіано та Антоніо виписують героям чеки на півтора мільйона доларів кожному та приймають нові важливі рішення у своєму житті.

## В ролях
| Актор                             | Роль                                                         |
| --------------------------------- | ------------------------------------------------------------ |
| Теренс Гілл                       | Еліот Венс та Бастіано Жоао Коїмбра де ла Короніла і Азеведо |
| Бад Спенсер                       | Ґреґ Вандер та Антоніо Коїмбра де ла Короніла і Азеведо      |
| Ейпріл Клоф                       | Олімпія Чавез                                                |
| Нелло Пацфіні                     | Танго                                                        |
| Гарольд Бергман                   | Керівник агентства імперсонаторів                            |
| Дарі Рейс                         | голова найманців Командир Ван дер Бош                        |
| Хосе Ван де Камп                  | дворецький Бернардо                                          |
| Фернандо Амарал                   | секретар Ангел Дуарте                                        |
| Роберто Роні                      | Надіньо                                                      |
| Денніс Бурк                       | персональний психіатр Альберт Фон Ейзенбург                  |
| Корнелій Вандербільт Вуд-молодший | поліцейський                                                 |

1. ↑  Non c'è due senza quattro. Wikipedia (італ.). 22 травня 2024. Процитовано 29 червня 2024.